# 516
Évszázadok: 5. század – 6. század – 7. század
Évtizedek: 460-as évek – 470-es évek – 480-as évek – 490-es évek – 500-as évek – 510-es évek – 520-as évek – 530-as évek – 540-es évek – 550-es évek – 560-as évek
Évek: 511 – 512 – 513 – 514 –  515 – 516 – 517 – 518 – 519 – 520 – 521

## Események

### Európa
- 43 évnyi uralkodás után meghal Gundobad, a burgundok ariánus királya. Utóda fia, a katolikus Sigismund.
- A dél-svédországi gautok Hygelac király vezetésével az Alsó-Rajna vidékét fosztogatják. Amíg a zsákmánnyal teli hajóikkal a dagályra várnak, I. Theuderic frank király fia, Theudebert erős sereggel rajtuk üt, megöli a királyukat és visszaszerzi a rablott javakat. Ez az első írásban megörökített "viking" támadás a keresztény Európa ellen.
- A vihar által felkorbácsolt tenger elönti Frieslandot 6 ezer emberéletet követelve.

### Kína
- Elkészül a gát a Huaj folyón, amellyel a Liang-dinasztiabeli Vu császár akarja elönteni a renegát Soujang várost. A gát őrzését azonban egy olyan hadvezérre bízzák, aki nem ért a karbantartásához, egy téli árvíz miatt az átszakad és a folyó elárasztja a vidéket, tízezer ember halálát okozva.

## Születések
- Athalaric, osztrogót király

## Halálozások
- Gundobad, burgund király
- Hygelac, gaut király

## Fordítás
- Ez a szócikk részben vagy egészben  a(z)   516 című angol Wikipédia-szócikk ezen változatának fordításán alapul.  Az eredeti cikk szerkesztőit annak laptörténete sorolja fel. Ez a jelzés csupán a megfogalmazás eredetét és a szerzői jogokat jelzi, nem szolgál a cikkben szereplő információk forrásmegjelöléseként.